# Джамуна
Джамуна (бенг. যমুনা, Jomuna, англ. Jamuna) — одна з головних річок Бангладеш, головний рукав річки Брахмапутра в районі гирла. Річка тече на південь, зливаючись з Падмою в Дельті Гангу. З 1966 року річку перетинає Джамунський міст, що зв'язує столицю Даку з північно-східними частинами Бангладеш.